# Małpokształtne
Małpokształtne, małpy właściwe (Simiiformes) – infrarząd ssaków naczelnych z  podrzędu wyższych naczelnych obejmujący małpy szerokonose i małpy wąskonose.

## Występowanie
Małpy szerokonose występują w obydwu Amerykach i nazywane są małpami Nowego Świata. Współcześnie żyjące małpy wąskonose znane są z Azji i Afryki, dawniej występowały również w Europie (obecnie tylko makak berberyjski żyje na Gibraltarze) – nazywane są małpami Starego Świata. Należący do tego taksonu rodzaj człowiek Homo rozpowszechnił się na całym świecie, jedyny współczesny gatunek – człowiek rozumny H. sapiens występuje na wszystkich kontynentach i stworzył wysoko rozwiniętą cywilizację, umożliwiającą przebywanie osobnikom tego gatunku także poza Ziemią.

## Charakterystyka małp

### Budowa zewnętrzna
Należą tu zwierzęta bardzo rozmaitej wielkości, od pigmejki karłowatej (Cebuella (Callithrix) pygmaea), mniejszej od wiewiórki pospolitej, do goryla, większego od człowieka. Gatunki żyjące głównie na drzewach mają ciała wysmukłe i zgrabne, inne, naziemne lub naskalne, są krępe i masywne.

### Owłosienie
Ciało małp jest pokryte mniej lub więcej gęstym włosem, tworzącym często na głowie i karku rodzaj grzywy. Pozbawione owłosienia mogą być jedynie twarz, dłonie, podeszwy nóg oraz nagnioty pośladkowe. U człowieka owłosienie zredukowane na większości ciała. Ubarwienie małp jest zwykle ciemne i skromne, jedynie nieowłosione części ciała bywają zabarwione jaskrawo. Z rzadka też występują u niektórych rodzajów małp nieco żywsze i bardziej kontrastowe kolory owłosienia.

### Czaszka
W przeciwieństwie do innych rzędów ssaków, u małp część czaszki obejmująca mózg (mózgoczaszka) jest silnie rozwinięta i bardziej zaokrąglona. Cechą charakterystyczną czaszek małp jest również kształt oczodołów, skierowanych ku przodowi (wyraźniej niż u małpiatek) i całkowicie oddzielonych od jam skroniowych. Uzębienie małp jest pełne. Małpy Starego Świata, w tym człowiek, mają 32 zęby: 8 dłutowatych siekaczy, 4 kły, 8 zębów przedtrzonowych i 12 zębów trzonowych. Małpy Nowego Świata z rodziny pazurkowców (Callithrichidae) mają również 32 zęby, a pozostałe małpy szerokonose, należące do rodziny płaksowatych (Cebidae) mają 36 zębów: 8 siekaczy, 4 kły, 8 przedtrzonowych i 16 trzonowych zębów. U samców niektórych gatunków występują bardzo silne i duże kły, które nadają czaszce tych małp znaczne podobieństwo do czaszki wielkich drapieżnych kotów. Na szczęce dolnej u starych samców małp wąskonosych rozwija się silny grzebień kostny, służący do przyczepienia się potężnych mięśni żujących; nadaje on charakter zwierzęcy całej czaszce.

### Kończyny i ogon
Kończyny przednie są zwykle dłuższe od tylnych. Palce u wszystkich małp z wyjątkiem pazurkowcowatych są zaopatrzone w paznokcie; u pazurkowcowatych obserwuje się pazury, które jednak na podstawie badań embriologicznych uznano za przekształcone paznokcie. U wielu gatunków małp kciuki są słabo rozwinięte, a często nawet szczątkowe. Wielki palec kończyn tylnych (paluch) jest dobrze rozwinięty i ułożony przeciwstawnie do pozostałych, co zapewnia kończynom tylnym chwytność. U gatunków małp o długim ogonie, ogon spełnia często rolę chwytną. Dolna jego powierzchnia jest wtedy naga i bogato unerwiona. U wielu gatunków małp ogon jest krótki, a nawet szczątkowy.

### Sposób poruszania
Mięśnie kończyn są silne i pozwalają małpom wisieć dłuższy czas na jednej ręce i podciągać się na niej do góry. Po drzewach małpy poruszają się zręcznie, niektóre przeskakują na gałęzie oddalone o więcej niż 10 m. Po ziemi większość małp chodzi na czworakach, opierając się na całej stopie, tylko małpy człekokształtne chodzą na dwóch nogach, opierając się na zewnętrznej krawędzi stopy. Tylko gibbonowate chodzą na tylnych nogach z balansująco rozstawionymi na boki rękami. Małpy człekokształtne podpierają się zwykle paliczkami środkowymi I, II i III palca dłoni.

### Budowa i umięśnienie
Mózg stosunkowo duży, o potężnie rozwiniętych półkulach mózgowych, przykrywających móżdżek. Mózg ludzki wyróżnia się od innych małp dobrze rozwiniętą korą mózgową, szczególnie płatami skroniowymi. Z narządów zmysłów najlepiej rozwinięte są oczy, obdarzone wysoką zdolnością akomodacyjną. Dobrze jest również rozwinięty zmysł słuchu; węch u małp właściwych odgrywa stosunkowo niewielką rolę. U niektórych małp właściwych występują torby policzkowe i worek krtaniowy. Charakterystyczny dla małp jest znaczny rozwój umięśnienia twarzy, dzięki czemu odznaczają się one bogatą mimiką. W odróżnieniu od małpiatek małpy mają górną wargę suchą i niepodzieloną. Uszy małp są nieruchome. Na policzkach i pośladkach niektórych gatunków małp właściwych występują modzele, czyli obszary nieowłosionej skóry, pokrytej brodawkami i silnie zrogowaciałej. Modzele te występują najczęściej na pośladkach u małp Starego Świata z wyjątkiem małp człekokształtnych. Modzele mają często jaskrawe barwy.

### Tryb życia
Większość małp żyje w stadach lub grupach rodzinnych o rozbudowanej strukturze społecznej. Występują też gatunki monogamiczne. Często stadu przewodzi najmocniejszy samiec. U samic występuje 4-tygodniowy cykl menstruacyjny, brak sezonowości urodzeń. Samica rodzi zwykle jedno młode, które przez dłuższy czas jest przy matce, trzymając się mocno kończynami.

## Systematyka
Do infrarzędu należą dwa parvordo:
- Platyrrhini É. Geoffroy Saint-Hilaire, 1812 – małpy szerokonose
- Catarrhini É. Geoffroy Saint-Hilaire, 1812 – małpy wąskonose

Do infrarzędu należą również taksony wymarłe nie klasyfikowane w żadnym z powyższych infrarzędów:
- Parapithecoidea Schlosser, 1911
- Proteopithecidae Simons, 1997
- Notnamaia Pickford & Uhen, 2014[20] – jedynym przedstawicielem był Notnamaia bogenfelsi (Pickford, Senut, Morales, Mein & Sánchez, 2008)